# Murklocka
Murklocka (Campanula portenschlagiana) är en klockväxtart som beskrevs av Schult.. Enligt Catalogue of Life ingår Murklocka i släktet blåklockor och familjen klockväxter. Arten förekommer tillfälligt i Sverige, men reproducerar sig inte. Inga underarter finns listade i Catalogue of Life.

## Bildgalleri

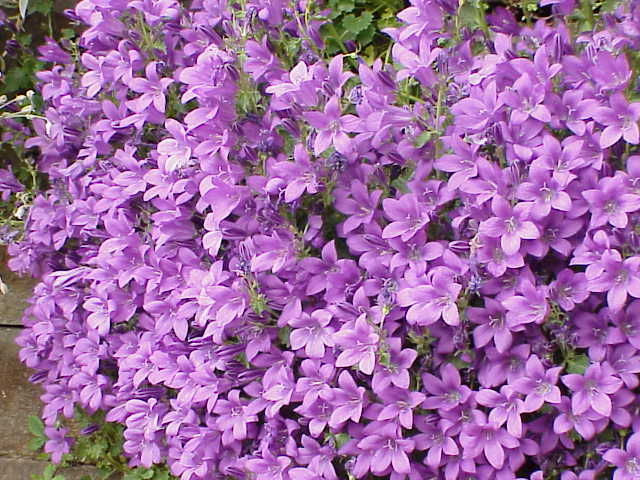
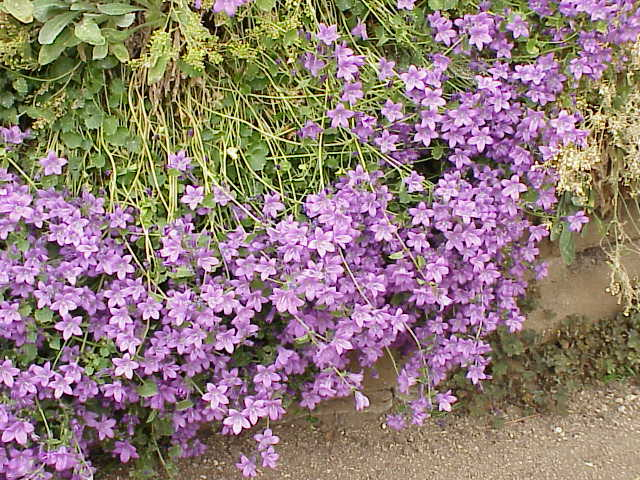
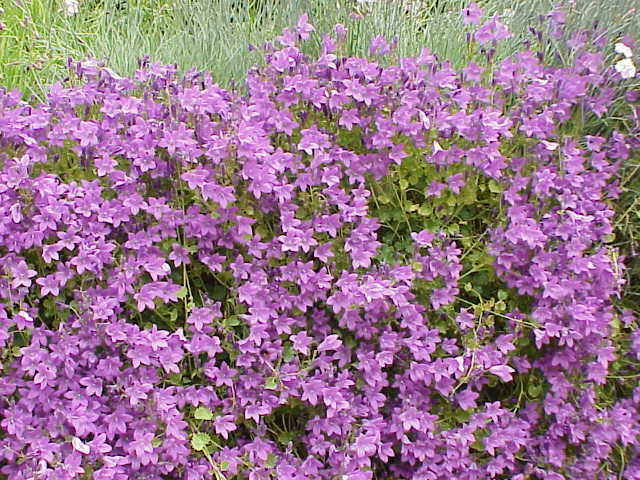
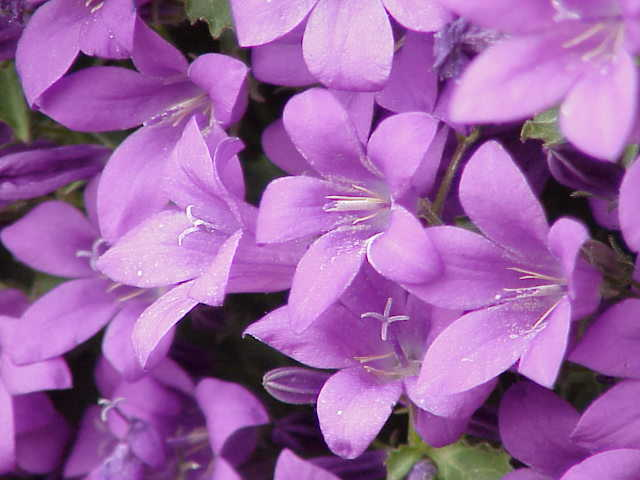
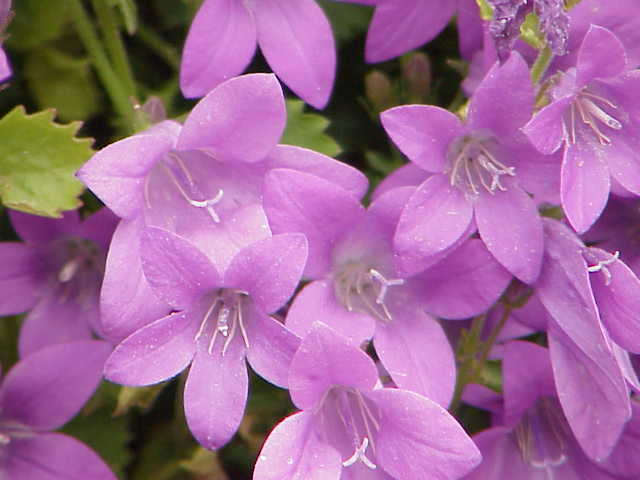
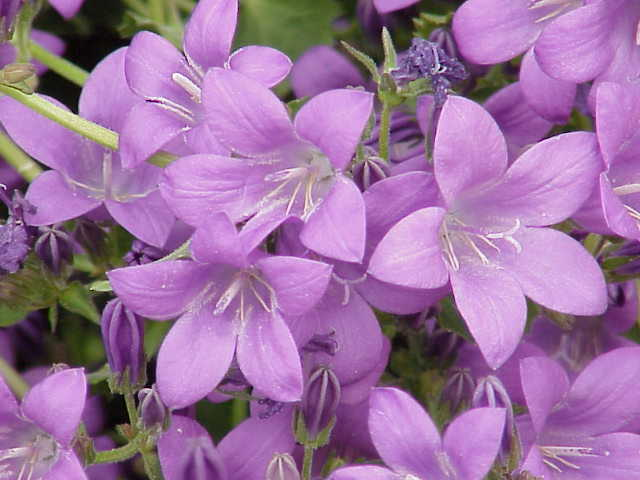